# Akademiet For Utæmmet Kreativitet
Akademiet For Utæmmet Kreativitet, i daglig tale AFUK, er et kreativt miljø i København bestående af AFUK Daghøjskolen, AFUK Produktionsskolen samt foreningerne Ørkenfortet, Innercirq og PAK - Professionelle Artister i København.
AFUK arbejder blandt andet inden for scenekunstformen "nycirkus".
Skolens forstander er AnneSophie Bergmann Steen og bestyrelsesformand er Knud Foldschack. Tidligere Kulturminister Uffe Elbæk har også siddet i bestyrelsen.
Skolen har baggrund i Gøglerskolen i begyndelse af 1990'erne. I 1996 tog skolen navneforandring til AFUK. Igennem mere end 15 år har AFUK forsøgt at opnå tilskud til oprettelse af en egentlig statsanerkendt NyCirkusuddannelse således at de studerende kunne modtage SU.
AFUK optager 10–15 unge hvert år på deres daghøjskolehold inden for nycirkus.
Skolen arbejder inden for et område der har haft vekslende offentlig støtte.
Kunstrådet har støttet nycirkus-genre, men droppede deres støtte. 
I 2008 bevilgede kulturminister Brian Mikkelsen en million kroner til information og formidling om nycirkus.
Under kulturminister Uffe Elbæk fik AFUK en øget støtte. Ved finanslovsforhandlingerne i 2012 sikrede Elbæk seks million til en nycirkus-uddannelse.
Institutionen var dog ikke eksplicit nævnt i finansloven, men kulturministeren mente at uddannelse nok ikke kunne placeres andre steder end på AFUK.
Elbæk støttede også institutionen ved at lægge fem af Kulturministeriets arrangementer i AFUK's lokaler.
Elbæks støtte blev til AFUK endte med at spille en rolle i hans afgang som kulturminister.
Støtten blev opfattet som nepotisme, dels fordi Elbæk havde siddet i institutionens bestyrelse, og dels fordi at hans partner er ansat på AFUK. 
AFUK har til huse i en gammel remise på Enghavevej, Sydhavnen tæt på Vestre Fængsel.
Da ungdomshuset på Jagtvej 69 blev nedlagt var der i 2008 forslag om at et nyt ungdomshus skulle indrettes i den gamle remise.
Forfatteren og journalisten Tine Bruun er uddannet fra AFUK.